# Jean Ferrat
Jean Ferrat, nascido Jean Tenenbaum (Vaucresson, 26 de dezembro de 1930 – Aubenas, 13 de março de 2010), foi um cantor,  compositor e poeta francês.
Arquétipo do artista engajado, admirador do poeta Louis Aragon, era próximo das idéias  communistas, embora crítico do Partido Comunista Francês e da URSS. Era pouco presente na mídia mas, apesar de ter abandonado suas apresentações públicas em 1973, teve muito sucesso tanto comercial como entre os críticos.

## Biografia
Jean Ferrat nasceu em Vaucresson, Hauts-de-Seine. Era o mais novo dos quatro filhos de uma modesta família judia que se mudou para Versailles em 1935. Seu pai era russo e, durante a Segunda Guerra, foi deportado para Auschwitz, onde morreu. Ferrat deixou a escola para ajudar a família.
Começou sua carreira no início dos anos 1950, em um cabaré parisiense. Em 1956, musicou um poema de Louis Aragon, Les yeux d'Elsa ("Os olhos de Elsa"), cuja interpretação, por André Claveau, trouxe a Ferrat algum reconhecimento como compositor.
Seu primeiro disco single, em 45 RPM, foi lançado em 1958, sem sucesso. 
Somente em 1959, com o editor Gérard Meys, que também se tornou seu amigo e sócio, sua carreira começou a deslanchar. Assinou um contrato com a Decca e lançou seu segundo single, "Ma Môme", em 1960 sob a direção musical de Meys.
Em 1961 Ferrat casou-se com a cantora Christine Sèvres, que cantava algumas das suas canções. Também conheceu Alain Goraguer, que se tornou arranjador de suas canções. Seu primeiro álbum, Deux Enfants du Soleil, foi lançado naquele. 
Nuit et Brouillard, lançado em 1963, recebeu o Grand Prix du Disque da  Academia Charles Cros.
Ferrat parou de se apresentar no palco em 1973. Em 1990, recebeu um prêmio da Sociedade dos Autores, Compositores e Editores de Música da França.
Ferrat morreu em 2010, após uma longa enfermidade, aos 79 anos.
Jean Ferrat é licenciado pelo Conservatoire national des arts et métiers.

## Discografia

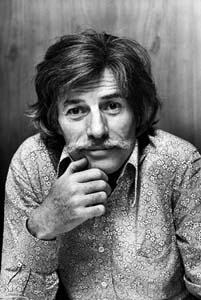

- 1961: Deux enfants au soleil ("Ma Môme", "Federico Garcia Lorca", etc.)
- 1963: Nuit et brouillard ("C'est beau la vie", "Nous dormirons ensemble", etc.)
- 1964: La Montagne ("Que serais-je sans toi", "Hourrah !", etc.)
- 1965: Potemkine ("C'est toujours la première fois", "On ne voit pas le temps passer", etc.)
- 1966: Maria ("Heureux celui qui meurt d'aimer", "Un enfant quitte Paris", etc.)
- 1967: À Santiago ("Cuba si", "Les Guérilleros", etc.)
- 1969: Ma France ("Au printemps de quoi rêvais-tu ?", "L'Idole à papa", etc.)
- 1970: Camarade ("Sacré Félicien", "Les Lilas", etc.)
- 1971: La Commune ("Les touristes partis", "Aimer à perdre la raison", etc.)
- 1971: Ferrat chante Aragon ("Le Malheur d'aimer", "Robert le Diable", etc.) sold more than 2,000,000 copies
- 1972: À moi l'Afrique ("Une femme honnête", "Les Saisons", etc.)
- 1975: La femme est l'avenir de l'homme ("Dans le silence de la ville", "Un air de liberté", etc.) sold 500,000 copies
- 1979: Les Instants volés ("Le Tiers chant", "Le chef de gare est amoureux", etc.)
- 1980: Ferrat 80 ("Le Bilan", "L'amour est cerise", etc.) certified platinum record
- 1985: Je ne suis qu'un cri ("La Porte à droite", "Le Chataîgnier", etc.)
- 1991: Dans la jungle ou dans le zoo ("Les Tournesols", "Nul ne guérit de son enfance", etc.)
- 1995: Ferrat chante Aragon Vol. 2 ("Complainte de Pablo Neruda", "Les feux de Paris", "Lorsque s'en vient le soir", etc.)
- 2002: Ferrat en scène